# Sindaci di Grosseto
Di seguito l'elenco cronologico dei sindaci di Grosseto e delle altre figure apicali equivalenti che si sono succedute nel corso della storia.

## Età medievale
| Podestà                                     | Podestà   |
| Nominativo                                  | Mandato   |
| ------------------------------------------- | --------- |
| Giovanni de Papa                            | 1216      |
| Mangiante dei Pannocchieschi                | 1222      |
| Gerardo                                     | 1223      |
| Guido da Palazzo dei Bandinelli             | 1224      |
| Soarzo da Colle                             | 1234      |
| Barone de Montarso                          | 1244      |
| Guerruzzo Cancellari                        | 1251      |
| Ricovero da Siena                           | 1254      |
| Donosdeo Guinigi                            | 1255      |
| Bonatacca Sansedoni                         | 1257      |
| Arrigolo Accarigi                           | 1258      |
| Iacopo Bencivenni                           | 1260      |
| Bartolomeo da Asti                          | 1262      |
| Iacopo Fecciario                            | 1263      |
| Ciampolo de Salvanis                        | 1264      |
| Bernardino Bianco                           | 1266      |
| Ugolino Belmonte                            | 1269      |
| Arrigolo Accarigi                           | 1275      |
| Bacca                                       | 1276      |
| Scozia Tolomei                              | 1277      |
| Arrigolo Accarigi                           | 1279      |
| Opizzo                                      | 1280?     |
| Bartalomeo de Sarecenis                     | 1284?     |
| Meo di Pietro Tolomei                       | 1289      |
| Ghino Forteguerri                           | 1292      |
| Filippo Malavolti                           | 1294      |
| Mino di Palmiero Piccolomini detto Magliata | 1295      |
| Ugo Saracini                                | 1295      |
| Sozzo Bandinelli                            | 1295-1296 |
| Ghino Forteguerri                           | 1296      |
| Poppo di Martino                            | 1296      |
| Vecchietta degli Accarigi                   | 1297-1298 |
| Cino di Ghino di Iacopo                     | 1299      |
| Mino di Piero                               | 1300      |
| Nicola Scotti                               | 1303      |
| Pietro di Mino Tolomei                      | 1304      |
| Mino de Ranuccinis                          | 1305      |
| Arcolano Scotti                             | 1305      |
| Cione di Aldello                            | 1306      |
| Carlo Raneri                                | 1307      |
| Cione Malavolti                             | 1307-1308 |
| Moco Tolomei                                | 1308      |
| Branca de Maconibus                         | 1309      |
| Landino Rodolfi                             | 1310      |
| Bartolo de Morontis da San Gimignano        | 1310      |
| Guicciardo Ardinghelli da San Gimignano     | 1311      |
| Ranieri Alovarchi da Poggibonsi             | 1311      |
| Pannocchia di Cetto di Manetto da Volterra  | 1312      |
| Lapo di Conforti                            | 1312      |
| Enrico                                      | 1313      |
| Meo di Lamberto Ottaviano                   | 1317-1318 |
| Larino di Meo                               | 1318      |
| Enrico de Saracinis                         | 1320      |
| Iacopo Iacoppi de Saracenis                 | 1334-1335 |
| Paolo de Palmeriis de Feghino               | 1335      |
| Deo Pirozzi dei Malavolti                   | 1357      |
| Nicola Neri di Ranieri de Lutterenghis      | 1357      |
| Giovanni Cicerchia                          | 1419      |
| Andreoccio Petrucci                         | 1438      |

## Granducato di Toscana (1785-1808)
| Gonfalonieri               | Gonfalonieri |
| Nominativo                 | Mandato      |
| -------------------------- | ------------ |
| Antonio Pepi               | 1785         |
| Domenico Bisconti          | 1786         |
| Giorgio Buschieri          | 1787         |
| Angelo Bonaccorsi          | 1788-1789    |
| Giuseppe Bondoni           | 1790         |
| Ercole Austini             | 1791         |
| Giovanni Boldrini          | 1792         |
| Giuseppe Boldrini          | 1793         |
| Giovanni Bruschieri        | 1794         |
| Francesco Bonaccorsi       | 1795         |
| Luigi Micheli              | 1796         |
| Giuseppe Guasparrini       | 1797         |
| Tommaso Centurioni         | 1798         |
| Giovanni Batta Paperini    | 1799         |
| Antonio Giovanni Camaiori  | 1800-1801    |
| Gaspero Valeri             | 1802         |
| Luca Stefanopoli           | 1803         |
| Giovanni Guasparrini       | 1804         |
| Michele De Re              | 1805         |
| Pietro di Lodovico Micheli | 1806         |
| Michele De Re              | 1807         |
| Giuseppe Mori              | 1808         |
| Giulio Valeri              | 1808         |

## Regno di Etruria e Primo Impero francese (1808-1815)
| Maire              | Maire   | Maire   |
| Nominativo         | Mandato | Mandato |
| Nominativo         | Inizio  | Fine    |
| ------------------ | ------- | ------- |
| Antonio Castellini | 1808    | 1814    |

## Granducato di Toscana (1815-1859)
| Gonfalonieri            | Gonfalonieri | Gonfalonieri  |
| Nominativo              | Mandato      | Mandato       |
| Nominativo              | Inizio       | Fine          |
| ----------------------- | ------------ | ------------- |
| Giovanni Giuggioli      | 1815         | 1815          |
| Luigi Millanta          | 1816         | 1816          |
| Gaetano Valeri          | 1817         | 1819          |
| Giovanni Giuggioli      | 1820         | 1822          |
| Bernardino Pacchierotti | 1823         | 1823          |
| Angelo Micheli          | 1824         | 1831          |
| Giovanni Giuggioli      | 1832         | 1837          |
| Guglielmo Ponticelli    | 1838         | 1848          |
| Giuseppe Guasparrini    | 1849         | 1849          |
| Michelangiolo Contri    | 1850         | 1853          |
| Giacomo Grandoni        | 1854         | 4 agosto 1855 |
| Luigi Romualdi          | 1855         | 1859          |

## Regno d'Italia (1860-1946)
| Gonfalonieri nominati dal governo (1860-1865)                      | Gonfalonieri nominati dal governo (1860-1865) | Gonfalonieri nominati dal governo (1860-1865) | Gonfalonieri nominati dal governo (1860-1865) | Gonfalonieri nominati dal governo (1860-1865) | Gonfalonieri nominati dal governo (1860-1865) | Gonfalonieri nominati dal governo (1860-1865) |
| Nominativo                                                         | Nominativo                                    | Partito                                       | Partito                                       | Partito                                       | Mandato                                       | Mandato                                       |
| Nominativo                                                         | Nominativo                                    | Partito                                       | Partito                                       | Partito                                       | Inizio                                        | Fine                                          |
| ------------------------------------------------------------------ | --------------------------------------------- | --------------------------------------------- | --------------------------------------------- | --------------------------------------------- | --------------------------------------------- | --------------------------------------------- |
|                                                                    | Angelo Ferri                                  | ?                                             | ?                                             | ?                                             | 1860                                          | 1864                                          |
|                                                                    | Luigi Romualdi                                | ?                                             | ?                                             | ?                                             | 1864                                          | 1865                                          |
| Sindaci nominati dal governo (1865-1889)                           |                                               |                                               |                                               |                                               |                                               |                                               |
| Nominativo                                                         | Nominativo                                    | Partito                                       | Partito                                       | Partito                                       | Mandato                                       | Mandato                                       |
| Nominativo                                                         | Nominativo                                    | Partito                                       | Partito                                       | Partito                                       | Inizio                                        | Fine                                          |
|                                                                    | Domenico Ponticelli                           | ?                                             | ?                                             | ?                                             | 1865                                          | 1867                                          |
|                                                                    | Enrico Frontino (facente funzioni)            | ?                                             | ?                                             | ?                                             | 1868                                          | 1869                                          |
|                                                                    | Angelo Ferri                                  | ?                                             | ?                                             | ?                                             | 1870                                          | 1870                                          |
|                                                                    | Ippolito Andreini                             | ?                                             | ?                                             | ?                                             | 1870                                          | 1879                                          |
|                                                                    | Ippolito Luciani                              | ?                                             | ?                                             | ?                                             | 1880                                          | 1886                                          |
|                                                                    | Vittorio Valeri (facente funzioni)            | ?                                             | ?                                             | ?                                             | 1886                                          | 1887                                          |
|                                                                    | Benedetto Ponticelli                          | ?                                             | ?                                             | ?                                             | 1888                                          | 1889                                          |
| Sindaci eletti dal Consiglio comunale (1889-1926)                  |                                               |                                               |                                               |                                               |                                               |                                               |
| Nominativo                                                         | Nominativo                                    | Partito                                       | Partito                                       | Partito                                       | Mandato                                       | Mandato                                       |
| Nominativo                                                         | Nominativo                                    | Partito                                       | Partito                                       | Partito                                       | Inizio                                        | Fine                                          |
|                                                                    | Benedetto Ponticelli                          | ?                                             | ?                                             | ?                                             | 1889                                          | 1891                                          |
|                                                                    | Giovanni Pizzetti                             | ?                                             | ?                                             | ?                                             | 1891                                          | 1894                                          |
|                                                                    | Pietro Franceschini (facente funzioni)        | ?                                             | ?                                             | ?                                             | 1894                                          | 1895                                          |
|                                                                    | Carlo Ponticelli                              | ?                                             | ?                                             | ?                                             | 1895                                          | 1898                                          |
|                                                                    | Giuseppe Luciani (facente funzioni)           | ?                                             | ?                                             | ?                                             | 1898                                          | 1898                                          |
|                                                                    | Carlo Ponticelli                              | ?                                             | ?                                             | ?                                             | 1898                                          | 1902                                          |
|                                                                    | Egidio Bruchi                                 | ?                                             | ?                                             | ?                                             | 1902                                          | 1919                                          |
|                                                                    | Tito Bolognesi                                |                                               | Partito Socialista Italiano                   | Partito Socialista Italiano                   | 1920                                          | 1921                                          |
|                                                                    | Carlo Speroni (Commissario prefettizio)       | –                                             | –                                             | –                                             | 1921                                          | 1922                                          |
|                                                                    | Benedetto Pallini                             |                                               | Partito Liberale Italiano                     | Partito Liberale Italiano                     | 1922                                          | 1924                                          |
|                                                                    | Ado Scaramucci                                |                                               | Partito Nazionale Fascista                    | Partito Nazionale Fascista                    | 1925                                          | 1926                                          |
| Podestà nominati dal governo (1926-1944)                           |                                               |                                               |                                               |                                               |                                               |                                               |
| Nominativo                                                         | Nominativo                                    | Partito                                       | Partito                                       | Partito                                       | Mandato                                       | Mandato                                       |
| Nominativo                                                         | Nominativo                                    | Partito                                       | Partito                                       | Partito                                       | Inizio                                        | Fine                                          |
|                                                                    | Ado Scaramucci                                |                                               | Partito Nazionale Fascista                    | Partito Nazionale Fascista                    | 1926                                          | 1935                                          |
|                                                                    | Ezio Saletti                                  |                                               | Partito Nazionale Fascista                    | Partito Nazionale Fascista                    | 1935                                          | 1937                                          |
|                                                                    | Giovanni Martina (Commissario prefettizio)    | –                                             | –                                             | –                                             | 1937                                          | 1938                                          |
|                                                                    | Angelo Maestrini                              |                                               | Partito Nazionale Fascista                    | Partito Nazionale Fascista                    | 1938                                          | 1943                                          |
|                                                                    | Domenico Bellini (Commissario prefettizio)    | –                                             | –                                             | –                                             | 1943                                          | 1943                                          |
|                                                                    | Inigo Pucini (Commissario prefettizio)        |                                               | Partito Fascista Repubblicano                 | Partito Fascista Repubblicano                 | 1943                                          | 1944                                          |
| Sindaci nominati dal Comitato di Liberazione Nazionale (1944-1946) |                                               |                                               |                                               |                                               |                                               |                                               |
| Nominativo                                                         | Nominativo                                    | Partito                                       | Partito                                       | Giunta                                        | Mandato                                       | Mandato                                       |
| Nominativo                                                         | Nominativo                                    | Partito                                       | Partito                                       | Giunta                                        | Inizio                                        | Fine                                          |
|                                                                    | Lio Lenzi                                     |                                               | Partito Comunista Italiano                    | PCI-PSI-PRI-DC-PdA-PLI                        | 17 giugno 1944                                | 27 marzo 1946                                 |

## Repubblica Italiana (dal 1946)
| Sindaci eletti dal Consiglio comunale (1946-1993)    | Sindaci eletti dal Consiglio comunale (1946-1993)  | Sindaci eletti dal Consiglio comunale (1946-1993) | Sindaci eletti dal Consiglio comunale (1946-1993) | Sindaci eletti dal Consiglio comunale (1946-1993) | Sindaci eletti dal Consiglio comunale (1946-1993) | Sindaci eletti dal Consiglio comunale (1946-1993) | Sindaci eletti dal Consiglio comunale (1946-1993) | Sindaci eletti dal Consiglio comunale (1946-1993) |
| Nominativo                                           | Nominativo                                         | Partito                                           | Partito                                           | Giunta                                            | Giunta                                            | Mandato                                           | Mandato                                           | Elezione                                          |
| Nominativo                                           | Nominativo                                         | Partito                                           | Partito                                           | Giunta                                            | Giunta                                            | Inizio                                            | Fine                                              | Elezione                                          |
| ---------------------------------------------------- | -------------------------------------------------- | ------------------------------------------------- | ------------------------------------------------- | ------------------------------------------------- | ------------------------------------------------- | ------------------------------------------------- | ------------------------------------------------- | ------------------------------------------------- |
|                                                      | Lio Lenzi                                          |                                                   | Partito Comunista Italiano                        |                                                   | PCI-PRI                                           | 27 marzo 1946                                     | 20 aprile 1949                                    | Elezione 1946                                     |
|                                                      | Giacinto Guida (Commissario prefettizio)           | –                                                 | –                                                 | –                                                 | –                                                 | 20 aprile 1949                                    | 24 maggio 1949                                    | Elezione 1946                                     |
|                                                      | Lio Lenzi                                          |                                                   | Partito Comunista Italiano                        |                                                   | PCI-PRI                                           | 18 novembre 1949                                  | 10 giugno 1951                                    | Elezione 1946                                     |
|                                                      | Renato Pollini                                     |                                                   | Partito Comunista Italiano                        |                                                   | PCI-PSI                                           | 29 luglio 1951                                    | 27 maggio 1956                                    | Elezione 1951                                     |
|                                                      | Renato Pollini                                     | PCI-PSI                                           | Partito Comunista Italiano                        | 16 giugno 1956                                    | 6 novembre 1960                                   | Elezione 1956                                     |                                                   |                                                   |
|                                                      | Renato Pollini                                     | PCI-PSI                                           | Partito Comunista Italiano                        | 6 novembre 1960                                   | 18 gennaio 1965                                   | Elezione 1960                                     |                                                   |                                                   |
|                                                      | Renato Pollini                                     | PCI-PSI                                           | Partito Comunista Italiano                        | 18 gennaio 1965                                   | 7 giugno 1970                                     | Elezione 1964                                     |                                                   |                                                   |
|                                                      | Giovanni Battista Finetti                          |                                                   | Partito Comunista Italiano                        |                                                   | PCI-PSI-PSIUP                                     | 20 luglio 1970                                    | 15 giugno 1975                                    | Elezione 1970                                     |
|                                                      | Giovanni Battista Finetti                          | PCI-PSI                                           | Partito Comunista Italiano                        | 24 luglio 1975                                    | 8 giugno 1980                                     | Elezione 1975                                     |                                                   |                                                   |
|                                                      | Giovanni Battista Finetti                          | PCI-PSI                                           | Partito Comunista Italiano                        | 13 agosto 1980                                    | 15 febbraio 1982                                  | Elezione 1980                                     |                                                   |                                                   |
|                                                      | Flavio Tattarini                                   | PCI-PSI                                           |                                                   | Partito Comunista Italiano                        | 15 febbraio 1982                                  | Elezione 1980                                     | 12 maggio 1985                                    |                                                   |
|                                                      | Flavio Tattarini                                   | PCI-PSI                                           | 5 settembre 1985                                  | Partito Comunista Italiano                        | 7 agosto 1987                                     | Elezione 1985                                     |                                                   |                                                   |
|                                                      | Mario Palmiero (Commissario prefettizio)           | –                                                 | –                                                 | –                                                 | –                                                 | 30 dicembre 1987                                  | 29 maggio 1988                                    | –                                                 |
|                                                      | Flavio Tattarini                                   |                                                   | Partito Comunista Italiano                        |                                                   | PCI-PSI-PSDI                                      | 23 luglio 1988                                    | 1991                                              | Elezione 1988                                     |
|                                                      | Flavio Tattarini                                   | Partito Democratico della Sinistra                |                                                   | PDS-PSI-PSDI-PRI                                  | 1991                                              | 23 gennaio 1992                                   |                                                   | Elezione 1988                                     |
|                                                      | Loriano Valentini                                  |                                                   | Partito Democratico della Sinistra                |                                                   | PDS-PSI-PSDI-PRI                                  | 23 gennaio 1992                                   | 5 giugno 1993                                     | Elezione 1988                                     |
| Sindaci eletti direttamente dai cittadini (dal 1993) |                                                    |                                                   |                                                   |                                                   |                                                   |                                                   |                                                   |                                                   |
| Nominativo                                           | Nominativo                                         | Partito                                           | Partito                                           | Coalizione                                        | Coalizione                                        | Mandato                                           | Mandato                                           | Elezione                                          |
| Nominativo                                           | Nominativo                                         | Partito                                           | Partito                                           | Coalizione                                        | Coalizione                                        | Inizio                                            | Fine                                              | Elezione                                          |
|                                                      | Loriano Valentini                                  |                                                   | Partito Democratico della Sinistra                |                                                   | PDS-PRI-L. civiche                                | 22 giugno 1993                                    | 18 aprile 1997                                    | Elezione 1993                                     |
|                                                      | Alessandro Antichi                                 |                                                   | Forza Italia                                      |                                                   | FI-AN-L. civiche                                  | 28 aprile 1997                                    | 14 maggio 2001                                    | Elezione 1997                                     |
|                                                      | Alessandro Antichi                                 | FI-AN-CCD-CDU-NPSI                                | Forza Italia                                      | 14 maggio 2001                                    | 16 maggio 2005                                    | Elezione 2001                                     |                                                   |                                                   |
|                                                      | Gabriele Bellettini (Vicesindaco facente funzioni) | FI-AN-CCD-CDU-NPSI                                |                                                   | Unione di Centro                                  | 16 maggio 2005                                    | Elezione 2001                                     | 30 maggio 2006                                    |                                                   |
|                                                      | Emilio Bonifazi                                    |                                                   | Democrazia è Libertà - La Margherita              |                                                   | DS-DL-PRC-PdCI-SDI                                | 30 maggio 2006                                    | 29 maggio 2011                                    | Elezione 2006                                     |
|                                                      | Emilio Bonifazi                                    | Partito Democratico                               |                                                   | PD-PSI-UdC-ApI                                    | 29 maggio 2011                                    | 23 giugno 2016                                    | Elezione 2011                                     |                                                   |
|                                                      | Antonfrancesco Vivarelli Colonna                   |                                                   | Indipendente                                      |                                                   | LN-FI-FdI-L. civiche                              | 23 giugno 2016                                    | 8 ottobre 2021                                    | Elezione 2016                                     |
|                                                      | Antonfrancesco Vivarelli Colonna                   | FdI-LSP-FI-L. civiche                             | Indipendente                                      | 8 ottobre 2021                                    | in carica                                         | Elezione 2021                                     |                                                   |                                                   |